# Tuia in granito (inv. 22678)
Il colosso di Tuia (inv. 22678) è un'antica statua egizia in granito raffigurante Tuia, "grande sposa reale" del faraone Seti I (1290–1279 a.C.) della XIX dinastia egizia e madre di Ramses II il Grande (1279–1213 a.C.), scoperta nel 1714 nel sito degli Horti Sallustiani, a Roma, e conservata al Museo gregoriano egizio (Musei Vaticani).

## Storia

### Ramses II
Ramses II ottenne questo monumento alla propria madre "riciclando" una statua fatta realizzare da re Amenofi III (1388–1350 a.C.) della XVIII dinastia per la propria "grande sposa reale" Tiy. Simili usurpazioni di opere del passato furono molto comuni durante il lungo regno di Ramses II. Ramses II fece posizionare il colosso nel complesso monumentale del Ramesseum, il proprio tempio funerario ("Tempio di Milioni di Anni"), presso Tebe.
Tuia morì sessantenne intorno al 22º anno di regno del figlio (1258/1257 a.C.) e fu deificata: il colosso è testimonianza dei grandi onori tributati da Ramses II alla madre. Nota in vita come Mut-Tuia, post mortem fu nota semplicemente come Tuia, forse a suggerire che la sua morte avrebbe posto fine a una status di divinità già in vita (Mut era la dea-madre, regina di tutti gli dei). Un mito voleva, infatti, che il supremo dio Amon avesse generato Ramses II unendosi con Tuia (Miti di nascite divine nelle dinastie egizie).

### Caligola
I colossi furono verosimilmente traslati a Roma per ordine dell'imperatore Caligola (37–41 d.C.), che volle posizionarli negli Horti Sallustiani per decorare un "padiglione faraonico" in onore della propria regalità e famiglia. Caligola nutriva un particolare interesse nei confronti dei culti egizi e pare che talvolta indossasse la barba posticcia tipica dei faraoni. Insieme al colosso di Tuia, l'imperatore trasferì a Roma anche i due colossi di Tolomeo II e Arsinoe II, prelevati da Eliopoli, anch'essi al Museo Gregoriano Egizio. A questo "gruppo di famiglia" composto da una madre, Tuia, e da due fratelli-sposi, Caligola fece aggiungere una nuova statua della propria sorella Giulia Drusilla nelle vesti di Arsinoe II: morta nel 38, era stata immediatamente divinizzata dal fratello, sospettato di aver intrattenuto con lei relazioni incestuose (il gruppo statuario del fratelli-sposi Tolomeo II e Arsinoe II rafforzerebbe i sospetti in tal senso).